# Jörg Stiel
Jörg Stiel (Baden, 3 de março de 1968) é um ex-futebolista suíço que atuava como goleiro. Se destacou no St. Gallen, onde jogou entre 1990 e 2002, tendo sido emprestado a três clubes: Toros Neza, Zürich e Borussia Mönchengladbach, que o contratou em definitivo em 2002. Atuou também no Campeonato Europeu de Futebol de 2004, seu único torneio internacional na carreira. Após abandonar o M'Gladbach, Stiel, aos 38 anos de idade e sem perspectivas de ser contratado por um outro clube, decidiu pendurar as luvas.